# Pictou Island
Pictou Island – wyspa w cieśninie Northumberland Strait w kanadyjskiej prowincji Nowa Szkocja, w hrabstwie Pictou, na północny wschód od New Glasgow i wyspy Caribou Island.
Wyspa, która nazwę nadaną w latach 60. XVIII w. przez Josepha Frederica Walleta DesBarresa otrzymała na cześć miasta Pictou, zasiedlona została pierwotnie w 1814 przez osadników irlandzkich (ostatecznie opuścili oni wyspę), a następnie od 1819 przez Szkotów m.in. z wysp Mull i Tiree (w latach 20. i 30. XIX w.). Szczyt zaludnienia przypadł na 1921, kiedy na wyspie mieszkało 227 osób trudniących się pozyskiwaniem ryb i uprawą roli, od tamtego czasu liczba ta (ze względu na związane z trudnymi warunkami bytowania opuszczanie wyspy przez osadników) spadała, tak że pod koniec XX w. pozostało ich niewielu.